# Aces High (chanson)
Pour les articles homonymes, voir Aces High (homonymie).
Singles de Iron Maiden
2 Minutes to Midnight
(1984) Running Free (live)
(1985)
Aces High est une chanson du groupe britannique de heavy metal Iron Maiden, écrite par Steve Harris et sortie en single le 22 octobre 1984. Le titre raconte l'histoire d'un pilote de chasse de la Royal Air Force britannique combattant les aviateurs allemands de la Luftwaffe pendant la bataille d'Angleterre en 1940.

## Chanson
Aces High est le 11e single du groupe Iron Maiden, le second extrait de l'album Powerslave. La chanson raconte l'histoire d'un pilote d'avions de la Royal Air Force combattant les forces de la Luftwaffe durant la bataille d'Angleterre en 1940, durant la Seconde Guerre mondiale.
Elle atteint la 20e place des charts britanniques. Chanson parmi les plus populaires du groupe, elle est sortie en single avant la sortie de l'album.
La chanson est précédée dans les concerts d'un extrait d'un discours de Winston Churchill prononcé à la Chambre des communes le 4 juin 1940 :
« We shall go on to the end, we shall fight in France, we shall fight on the seas and oceans, we shall fight with growing confidence and growing strength in the air, we shall defend our Island, whatever the cost may be, we shall fight on the beaches, we shall fight on the landing grounds, we shall fight in the fields and in the streets, we shall fight in the hills; we shall never surrender. »
— Winston Churchill, We Shall Fight on the Beaches
Le clip du morceau inclut des images d'archives de la série Why we fight, avec notamment certains passages montrant Adolf Hitler. En conséquence, le clip a été censuré sur YouTube dans certains pays.

## Liste des morceaux
1. Aces High (Steve Harris) - 4:31
2. King of Twilight (reprise du groupe Nektar) - 4:54
3. The Number of the Beast (live) (Steve Harris) - 4:57

## Artistes
- Bruce Dickinson – chant
- Dave Murray – guitare
- Adrian Smith – guitare, chœurs
- Steve Harris – basse, chœurs
- Nicko McBrain – batterie

## Reprises
- Reinxeed a repris cette chanson sur son album 1912.
- Children Of Bodom l'ont également repris.
- Arch Enemy l'a repris sur son album Burning Bridges.
- Mr White Solo l'a repris sur son album "Dream Lover" .
- Elle est reprise en version bluegrass par le groupe Steve 'N' Seagulls sur leur album Brothers in Farms (2016).